# Chengdu
Chengdu este un oraș din Republica Populară Chineză. Se află la o altitudine de 500 m deasupra nivelului mării. Are o suprafață de 12.390 km². Populația este de 11.050.000 locuitori, determinată în 2016.

## Personalități născute aici
- Derek Parfit (n. 1942), filozof britanic;
- Dai Sijie (n. 1954), scriitor, regizor francez;
- Donghua Li (n. 1967), gimnast elvețian;
- Zheng Jie (n. 1983), jucătoare de tenis de câmp;
- Yan Zi (n. 1984), jucătoare de tenis de câmp;
- Li Guojie (n. 1985), scrimer;
- Feng Zhe (n. 1987), gimnast;
- Zhou Yuelong (n. 1998), jucător de snooker.

## Vezi și
- Science Fiction World